# Olive Gray
Olive Gray (nascuda amb el nom d'Olivia Grant el 3 de desembre de 1994) és una actriu anglesa, coneguda per interpretar Mia Stone a la sèrie de televisió per a nens Half-Moon Investigations.
Gray és filla dels jutges i cantants de la Fame Academy David i Carrie Grant. Gray té tres germans, Tylan, Arlo, i Nathan. Gray té TDAH, que es va diagnosticar en la seva adolescència, i els seus germans també tenen dificultats d'aprenentatge. Gray va estudiar a Queenswood School, Hertfordshire i després es va traslladar a estudiar teatre a Guildhall School of Music and Drama, graduant-se el 2016. Gray és queer i utilitza els pronoms they/them.
El 2005, va debutar com a actors a la popular sèrie de televisió The Story of Tracy Beaker com Alice. El 2007 i el 2008 van aparèixer a EastEnders com a Bernadette Logan, una noia que va intimidar Abi Branning (Lorna Fitzgerald). El 2009, va fer una aparició important, interpretant a Mia Stone a la sèrie de televisió Half Moon Investigations. I el 2016, Grant va interpretar a una noia de ioga a Fleabag de la BBC. Va aparèixer en un episodi de la sitcom Uncle el 2017 com Anna.

## Filmografia
| Curs      | Pel·lícula                | Rol                | Notes                         |
| --------- | ------------------------- | ------------------ | ----------------------------- |
| 2005      | The Story of Tracy Beaker | Alice              | Sèrie 5                       |
| 2007–2008 | EastEnders                | Bernadette Logan   | 8 episodis                    |
| 2009      | Half Moon Investigations  | Mia Stone          | Sèrie 1                       |
| 2016      | Fleabag                   | Noia de ioga 2     | 1 episodi                     |
| 2017      | Uncle                     | Anna               | Episodi: "Bringing Back Sexy" |
| 2018-2020 | Save Me                   | Gràcia             | 7 episodis                    |
| 2018      | Year Million              | Jess               | Paper principal               |
| 2018      | Home from Home            | Petra Dillon       | Paper principal               |
| 2018      | Teen Spirit               | Lisa               | Pel·lícula                    |
| 2019      | Sex Education             | Kate               | 1 episodi                     |
| 2019      | Pure                      | Helena             | 2 episodis                    |
| 2019      | Dark Money                | Jess Mensah        | 4 episodis                    |
| 2020      | Sulphur and White         | Zara               | Pel·lícula                    |
| 2020      | Double Tap                |                    | Pel·lícula curta              |
| 2020      | Rose                      | Amber              | Pel·lícula                    |
| 2021      | Halo                      | CDR. Miranda Keyes | Properament                   |